# Resolution Trust Corporation
Resolution Trust Corporation (RTC) – państwowa instytucja w Stanach Zjednoczonych powołana w 1989 r. w celu zarządzania aktywami o obniżonej wartości kas oszczędnościowo-pożyczkowych.
Zadaniem RTC była likwidacja aktywów (przede wszystkim aktywów powiązanych z nieruchomościami, w tym kredytów hipotecznych) należących do kas oszczędnościowo-pożyczkowych, które w wyniku kryzysu kas oszczędnościowo-pożyczkowych (1989-1992) zostały uznane przez amerykańskie Biuro Nadzoru nad Instytucjami Oszczędnościowymi (Office of Thrift Supervision) za niewypłacalne. RTC objęła również zadania związane z ubezpieczeniem, realizowane dotychczas przez państwową instytucję nadzorczą (Federal Home Loan Bank Board).
W okresie od 1989 r. do połowy 1995 r. RTC zamknęła lub w inny sposób zlikwidowała 747 kas oszczędnościowych, których aktywa wynosiły łącznie 394 mld USD. W 1995 zadania RTC zostały powierzone funduszowi zajmującemu się ubezpieczeniem depozytów kas oszczędnościowych (Savings Association Insurance Fund), należącemu do federalnej agencji gwarantowania depozytów (Federal Deposit Insurance Corporation). W sumie koszty powyższych działań obciążające podatników oszacowano na 124 mld USD (według wartości z 1995 r.).
RTC prowadziła swoją działalność za pośrednictwem tzw. programów partnerstwa kapitałowego. W każde partnerstwo kapitałowe musiał być zaangażowany podmiot reprezentujący sektor prywatny, który nabywał częściowe udziały w portfelu aktywów. Zachowując udziały w portfelach aktywów, RTC mogła uczestniczyć w wyjątkowo wysokich zyskach z kapitału, osiąganych przez inwestorów portfela. Ponadto udział w partnerstwach kapitałowych umożliwił RTC odnoszenie korzyści za sprawą wysiłków podejmowanych przez partnerów reprezentujących sektor prywatny w związku z zarządzaniem i likwidacją. Struktura partnerstw umożliwiła dostosowanie bodźców, które były o wiele bardziej zaawansowane niż w przypadku typowej relacji zleceniodawca – zleceniobiorca. Wyróżnia się następujące formy partnerstwa kapitałowego: fundusze inwestycji różnorodnych (Multiple Investment Fund – partnerstwa ograniczone i wybrane, portfel obejmujący aktywa, które nie są bliżej zdefiniowane), fundusze hipoteczne serii N oraz S (N-series oraz S-series Mortgage Trusts – konkurs ofert na portfel określonych aktywów), fundusze ziemi (Land fund – osiąganie zysków z długoterminowego pozyskiwania i zagospodarowywania terenów) oraz partnerstwa JDC (JDC Partnership – wybór partnera generalnego dla niezabezpieczonych roszczeń lub roszczeń o wątpliwej wartości).